# Dvorec Karlov
Dvorec Karlov, označovaný též jako dvůr Karlov, je zemědělský areál na katastrálním území Byšiček, části města Lysá nad Labem ve Středočeském kraji. Historický areál, později pojmenovaný na památku Františka Karla Rudolfa Swéerts-Sporcka Karlov, byl původně založený majitelem lyského panství hrabětem Františkem Antonínem Šporkem jako špitál pro nemocné a přestárlé. Areál někdejšího barokního špitálu byl pod označením Dvorec Karlov zapsán 2. května 2006 v Ústředním seznamu kulturních památek ČR.

## Historie
Špitál pro nemocné a přestárlé poddané nechal na svém lyském panství postavit hrabě František Antonín Špork podle návrhu významného českého architekta Františka Maxmiliána Kaňky v letech 1715–1717. Špitál byl vybudován při staré obchodní stezce, jejíž trasa byla přeložena jižně od Lysé na levý břeh Labe až po roce 1775.
Kaple svatého Kříže, zmiňovaná též jako kostel Povýšení svatého Kříže, která dominovala špitálnímu areálu, byla vysvěcená 30. září 1717. Bylo to v témže roce, ve kterém hrabě Špork rozhodl o obnovení dočasně zaniklé vsi Byšičky. Ta byla nově vystavěna jako okrouhlice, a stala se tak unikátní součástí barokní komponované krajiny, budované na lyském panství jeho majitelem. 
Výstavba špitálu u Lysé byla svěřená italskému staviteli Pietrovi Antoniovi Nitollovi (či Netollovi), který již měl zkušenosti z budování hospitálu v Kuksu na Šporkově panství Choustníkovo Hradiště ve východních Čechách. Špitál u Lysé byl menší, než kukský. Byl určen pro maximálně 40 osob, ovšem tato kapacita nebyla nikdy plně využita, podle dobových dokladů zde bylo ubytováno nanejvýš 24 osob. Obdobnou kapacitu měl i špitál, zřízený v letech 1698–1699 F. A. Šporkem na zámku v Konojedech u Úštěka v severních Čechách.
Po Šporkově smrti v roce 1738 zdědila lyské panství Šporkova mladší dcera Anna Kateřina spolu se svým manželem Františkem Karlem Rudolfem Swéerts-Sporckem, který byl známý svým zájmem o moderní metody zemědělského hospodaření. V roce 1782 byl v areálu špitálu jeho dalšími majiteli vybudován hospodářský dvůr, kterému se na památku Františka Karla Rudolfa Swéerts-Sporcka začalo říkat Karlov. Špitál byl oficiálně zrušen v roce 1803, avšak jeho obyvatelé zde směli dožít.
V druhé polovině 19. století lyské panství patřilo průmyslníkovi a rakouskému politikovi Bedřichu Leitenbergerovi. Ten nechal v roce 1890 zřídit na karlovském hospodářství zahradu, ve které se pěstoval chřest a višně. Po roce 1905 však další majitel zahradu zrušil. Po druhé světové válce se Karlov dostal pod správu místního státního statku, který zde nechal vybudovat nevhodné přístavky a z bývalé kaple zřídil stáj.

## Popis
Karlov je samota, která leží západně od Lysé nad Labem na cestě do Byšiček, z niž odbočuje jižně od bývalého špitálu místní komunikace, směřující ke Třem Chalupám a k rekreační osadě u jezera Řehačka.
Budova špitálu, postaveného na čtvercovém půdorysu, měla původně čtyři křídla, ze kterých se zachovala tři. Areál na jižní straně doplňuje samostatně stojící stodola, která spolu se studnou a příslušnými pozemky je rovněž předmětem památkové ochrany.
Kostel, resp. kaple, která byla postavená z lomového kamene, byla v důsledku josefínských reforem odsvěcena v roce 1790. Z kaple, jejíž strop byl po přestavbě snížen, se dochovala část barokního portálu s kamenným ostěním a s pilastry bez hlavic, v interiéru pak rovněž portál do bývalé sakristie a zbytky pilířů a pilastrů. Po zrušení špitálu bylo jeho vnitřní vybavení odvezeno. Rovněž zanikla i původní výzdoba ze Šporkových dob, jako například fresky v ambitech, obklopujících špitální dvůr, uprostřed něhož byla studna, která zůstala zachována dodnes. Beze stop také zmizelo sousoší, které hrabě Špork nazval Pravda napadaná neřestmi a odhalovaná Časem a které nechal v roce 1722 umístit naproti špitálu. Autorem návrhu sousoší, popsaného v dobových dokumentech, zejména ve Šporkově korespondenci, byl údajně Matyáš Bernard Braun, představitel českého vrcholně barokního sochařství, který pro Františka Antonína Šporka vytvořil celou řadu soch například v Kuksu a jeho okolí nebo na zámku v Lysé nad Labem.

## Galerie

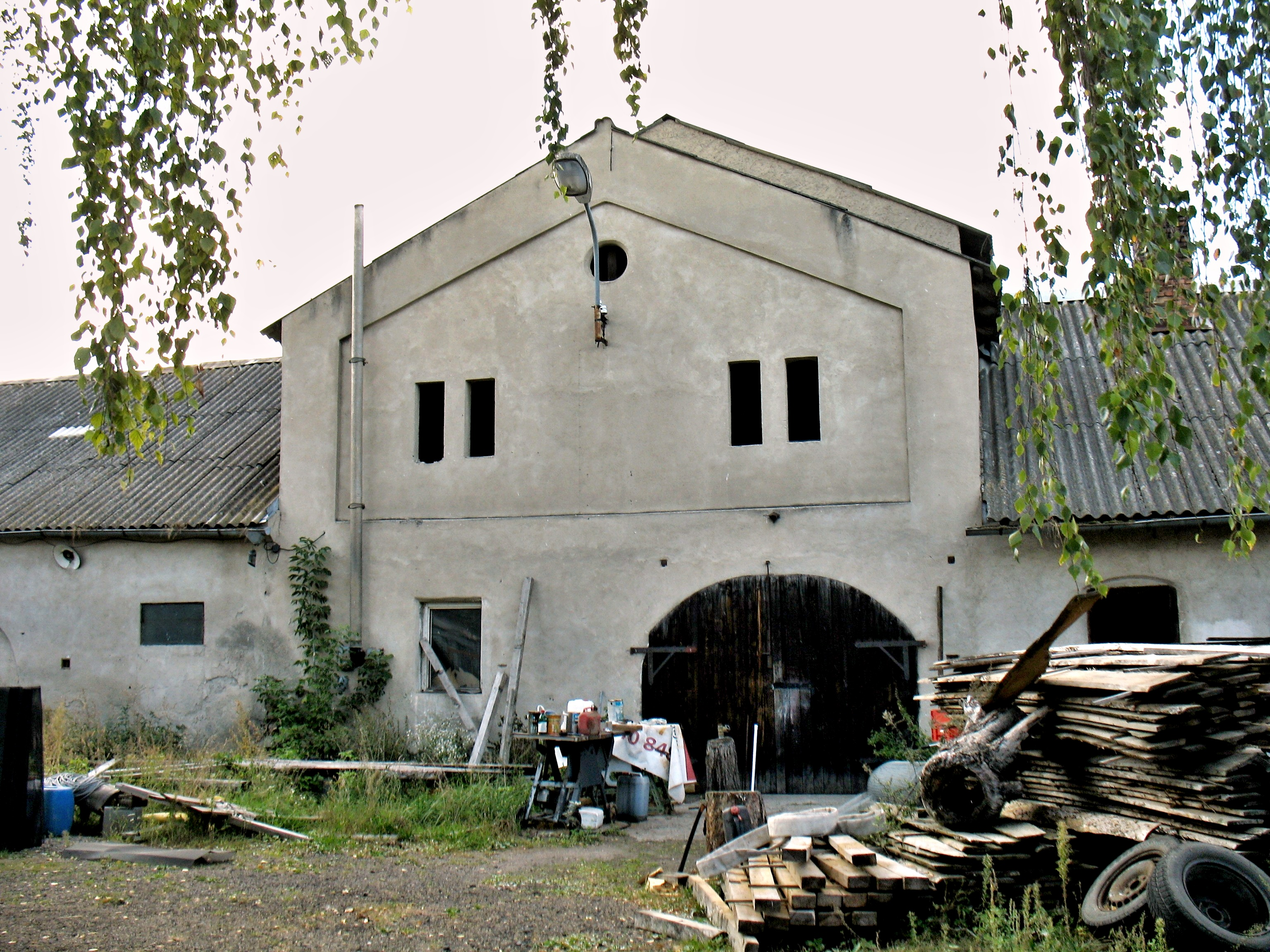
Prostřední křídlo bývalého špitálu
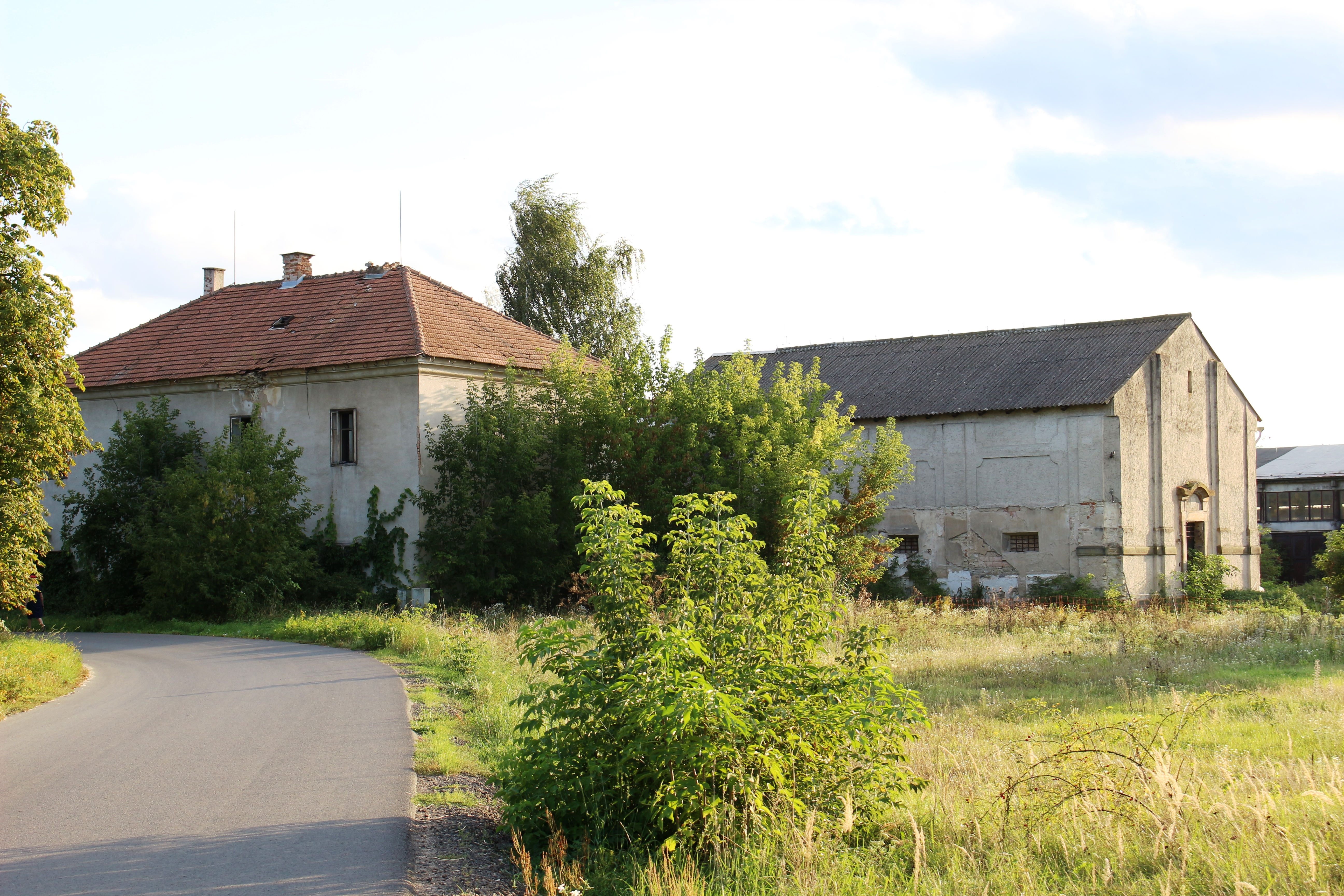
Pohled od severovýchodu
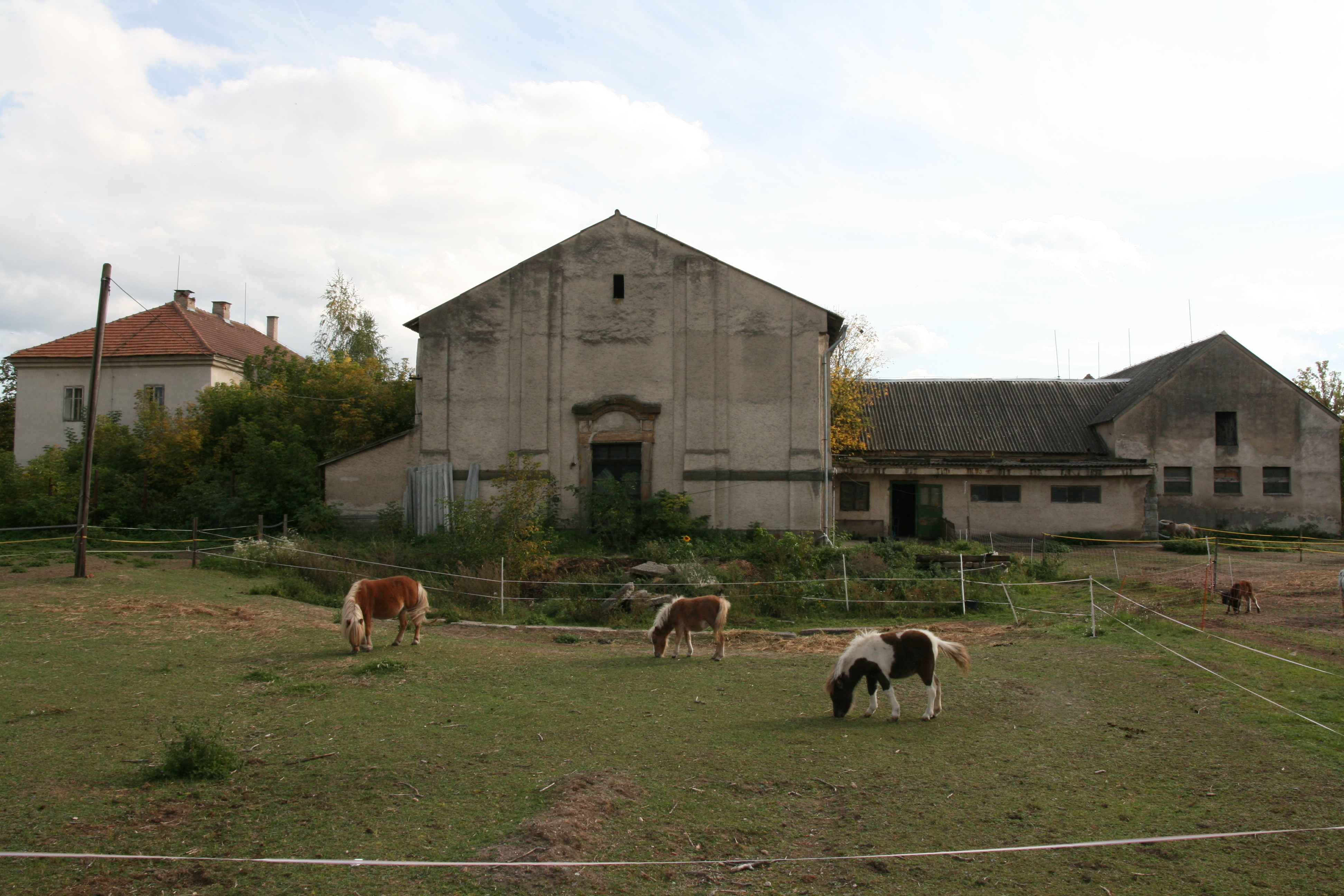
Dvůr Karlov v roce 2012
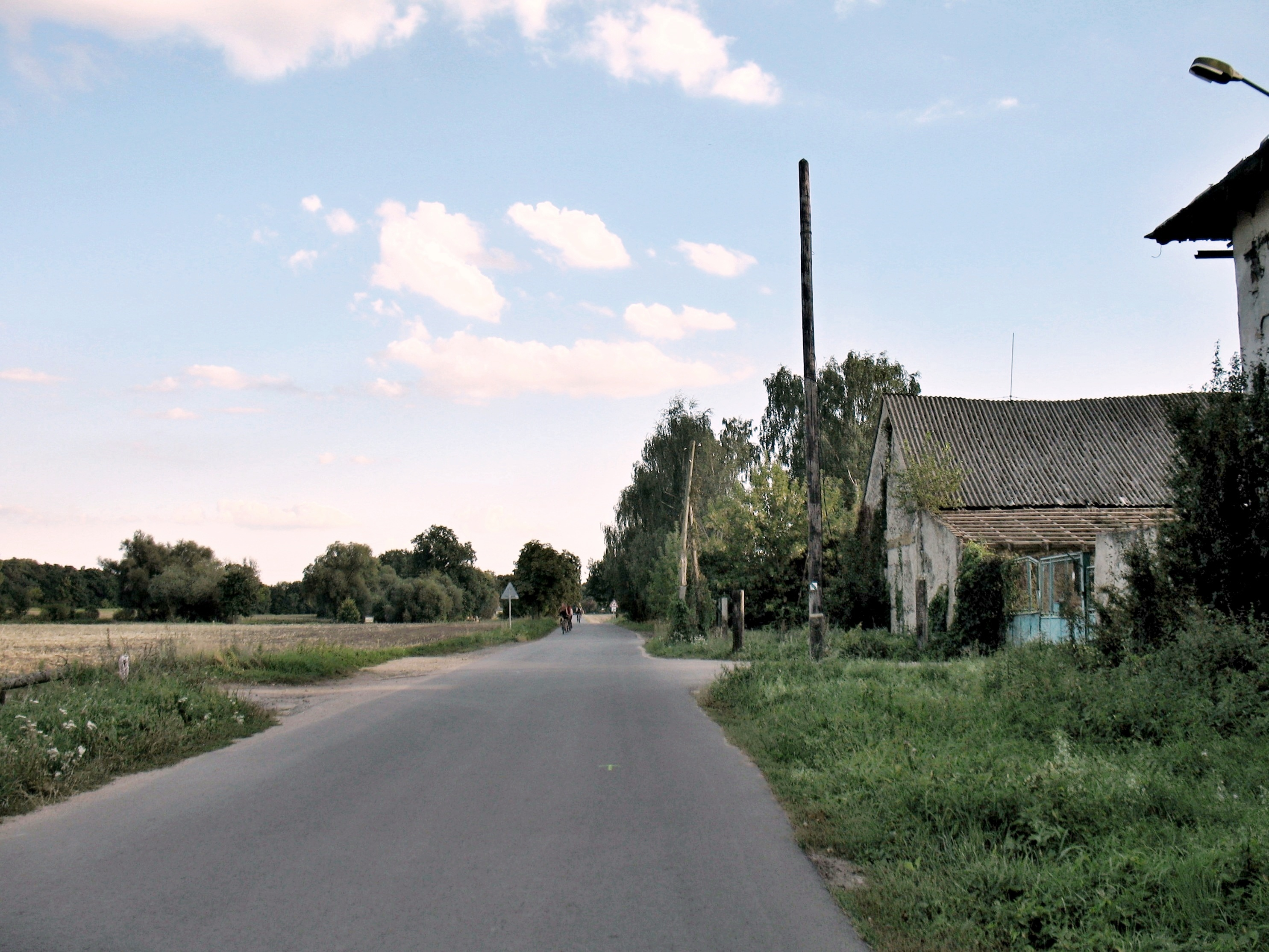
Cesta od Karlova ke Třem Chalupám
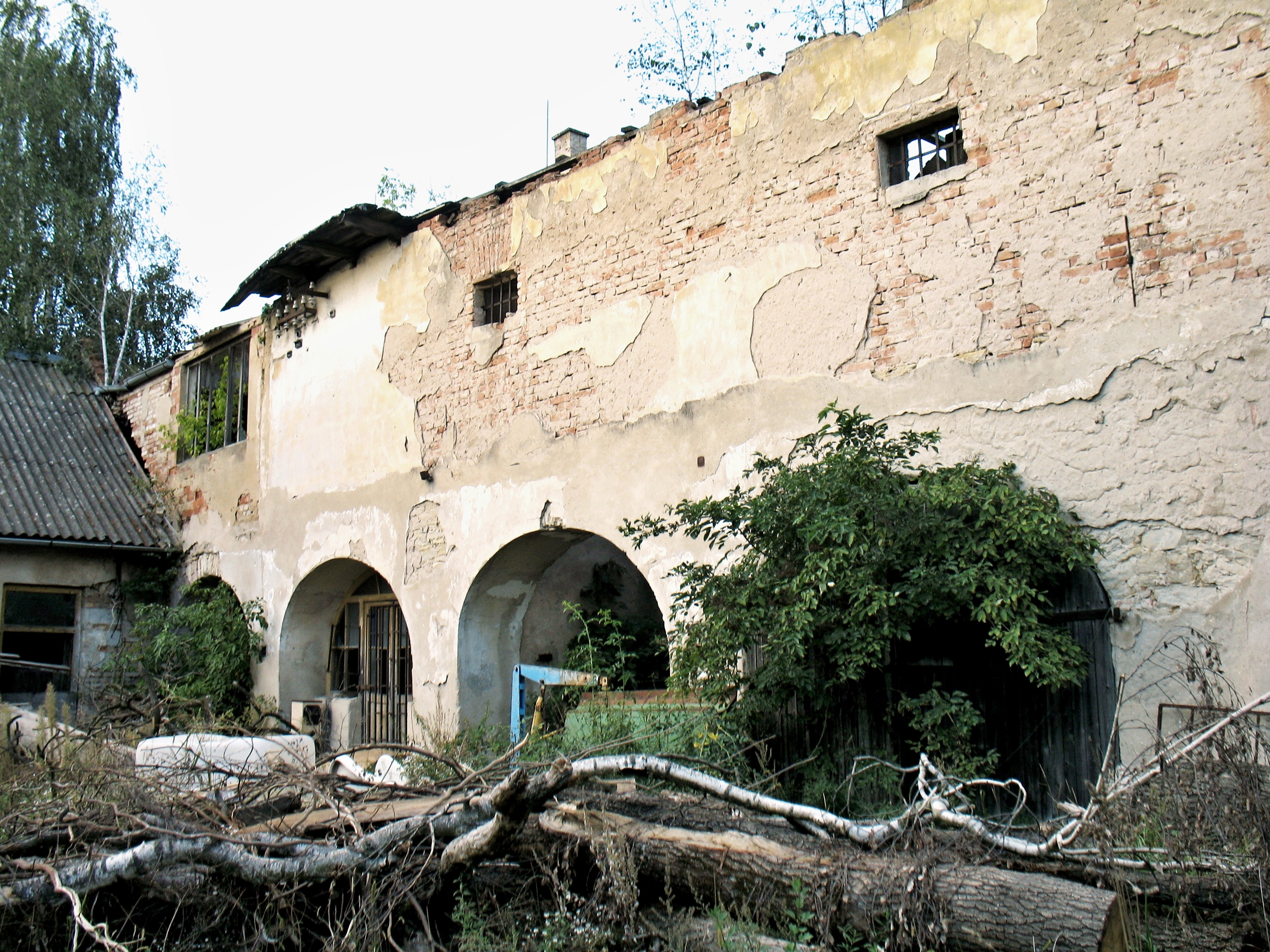
Torzo východního křídla s ambity ve dvoře